# Marie Cazin
Pour les articles homonymes, voir Cazin.
Marie Cazin, née Marie Clarisse Marguerite Guillet le 19 septembre 1844 à Paimbœuf (Loire-Inférieure) et morte le 18 mars 1924 à Équihen (Pas-de-Calais), est une artiste peintre et sculptrice française.

## Biographie
Marie Clarisse Marguerite Guillet naît le 19 septembre 1844 à Paimbœuf, fille de Louis Claude Aristide Guillet, peintre et de Clarisse Marie Brault.

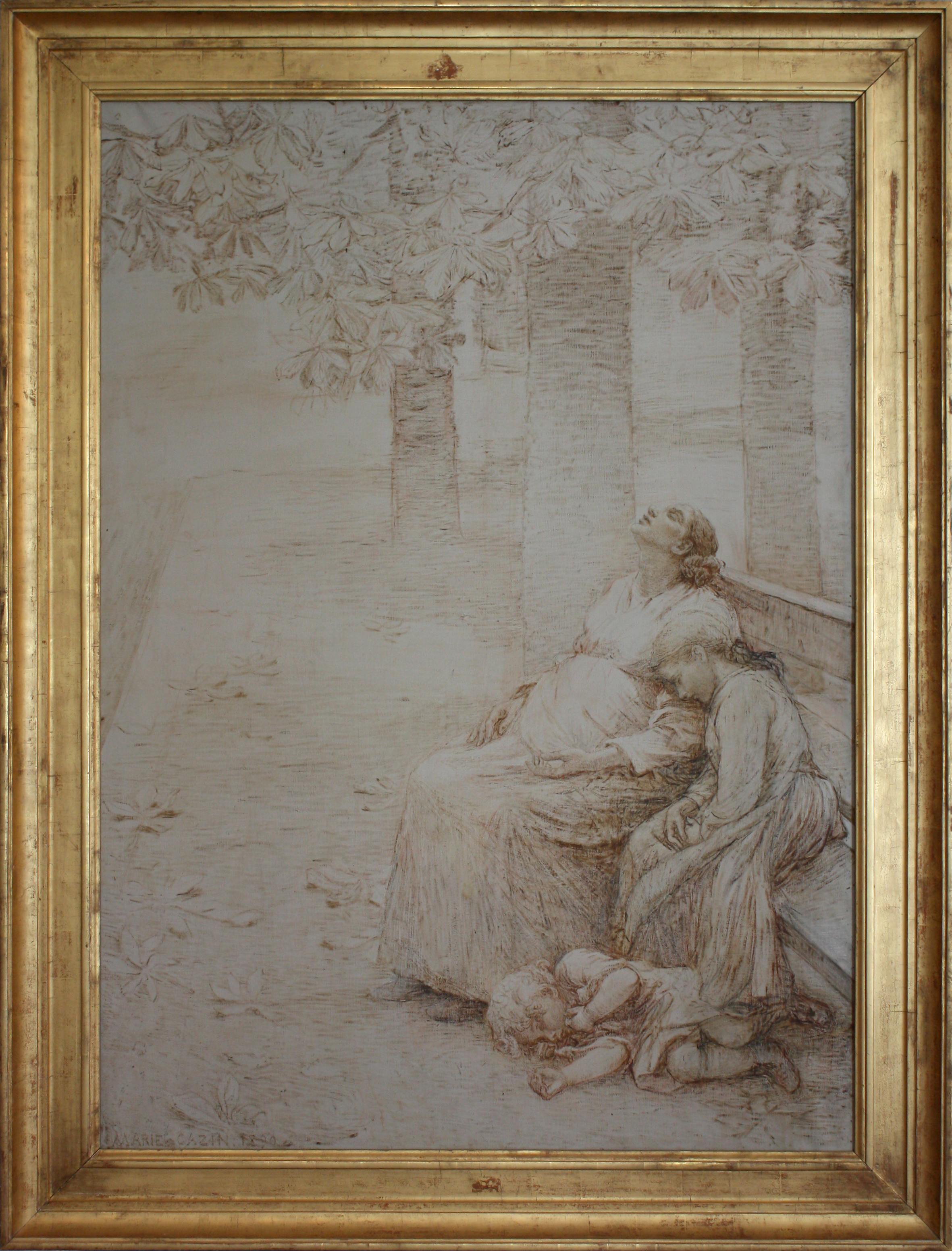
Les Oubliées (1890), musée des beaux-arts de Tours.

Marie Cazin étudie à l’école de dessin de Paris[Laquelle ?] où elle est l’élève de Juliette Bonheur, sœur de Rosa Bonheur, et de Jean-Charles Cazin, avec lequel elle se marie en 1868. Le mariage avec un artiste connu pouvait faciliter l’accès aux Salons et activer le contact avec les critiques et les mécènes. De cette union naît un fils, le graveur Michel Cazin. Pendant la Première Guerre mondiale, elle conserve un studio dans le quartier latin à Paris avant de se retirer à Equihen : « […] Marie Cazin ayant gardé son originalité propre auprès de son illustre mari […] désirerait avoir les moyens de renoncer à son atelier de Paris pour s’installer définitivement à Equihen où l’existence est moins dispendieuse qu’à Paris […] ».
Michel Cazin, son fils, a peint son portrait dans Parmi les souvenirs, portrait de Mme Marie Cazin, exposé au Salon de la Société nationale des beaux-arts de 1914.
Elle meurt à Équihen en 1924, à l'âge de 79 ans.

### Les débuts
À partir de 1876, Marie Cazin expose au Salon des artistes français, jusqu'en 1889, tout d’abord en tant qu'artiste peintre — avec des paysages essentiellement, des études d'animaux et des figures —, Étang de Picardie, (1876), Village de pêcheurs, (1877), Ânes en liberté, (1880), Convalescence, (1886),  puis comme sculptrice, travaux plastiques en bronze, plâtre, grès coloré,  à partir de 1882 (Tristesse). En 1883, elle présente un buste grandeur nature en bronze, David. Son œuvre la plus connue, Les Jeunes filles, groupe de bronze, est exposée en 1886 et achetée par l’État en 1899. Les deux bronzes seront ensuite conservés à Paris au musée du Luxembourg. Elle réalise également La Fortune, (1883, buste de bronze). À partir de 1890, elle présente ses œuvres au Salon de la société nationale des beaux-arts, dont elle devient sociétaire en 1891, signe de reconnaissance de son statut professionnel. Elle expose ainsi La Science et la Charité, (1893, groupe de bronze),  réalise une statue de Jean-Charles Cazin, (1904), et projette un monument La Nature, en souvenir de son mari, décédé en 1901.

### L'œuvre monumental
Son œuvre monumental est important. Le Second Empire se caractérise, pour les femmes sculpteurs, par l’art considéré comme possibilité[pas clair], aidé en cela par l’intermédiaire de réseaux sociaux et familiaux qui favorisent les commandes et réalisations publiques. L’espace investi par les femmes sculpteurs est un espace semi-public à l’accessibilité modérée : les églises, les cimetières, les institutions culturelles. Cette zone en marge et sa mobilisation permet de contourner le manque de commandes officielles. La production de Marie Cazin se distingue par son caractère familial : monument aux docteurs Cazin et Perrochaud, monument et tombe de Jean-Charles Cazin, tombeau d'Adam Perrochaud, etc.

### La fonction sociale des femmes
On retrouve dans son œuvre le thème récurrent de la fonction sociale des femmes. Ainsi, se distingue une série de sculptures et de dessins sur le sujet de la femme et du travail : L’École (1893), Femme au travail (1891), Vie Obscure (1901) que Louise Breslau décrit comme « plusieurs femmes occupées à des tâches domestiques […] un remarquable chef-d’œuvre ».

### Un art symboliste
Certaines sculptures de l'artiste renvoient au thème de la mort, son omniprésence, la précarité de l’existence, l’importance du vécu mental soit des sujets appréciés de l’art symboliste. Odilon Redon évoque le bronze Regret comme une remarquable réussite dans la promotion d’un art de l’intériorité.

### Les dernières années
Dans les derniers temps de sa carrière, en partie pour financer son studio parisien, Marie Cazin s’engage dans des commandes pour des créations décoratives dont Fresque, sujet décoratif pour une école d’infirmière (1910), ou encore des dessins pour les Gobelins (Diane, 1912 ; Vénus, 1913).
Elle expose au Salon de 1911 deux fresques Berger du Lavandou et Cheval blanc à Equihen.

### Réception critique
Au sein de la critique parisienne, ses travaux connaissent un accueil favorable, les termes les plus fréquemment employés étant : « mélancolie », « charme mystérieux », « tendre », « plein d’aisance », « compassion », etc..
Elle fait partie de la délégation de femmes françaises artistes présentées à l'Exposition universelle de 1893 à Chicago, regroupées dans le Woman's Building, une de ses sculptures ayant toutefois été sélectionnée pour concourir et être exposée au Palais des Beaux-arts.

## Œuvres dans les collections publiques
Aux États-Unis
- Manchester (New Hampshire), Currier Museum of Art : Ombre du soir, huile sur panneau, 31,91 × 38,1 cm[15].

En France
- Berck : Monument aux docteurs Cazin et Perrochaud, 1893[16],[17].
- Boulogne-sur-Mer, cimetière de l'Est : tombeau de Douglas Aigre, 1913, calcaire et marbre, 295 × 111 × 221 cm[18].
- Outreau, rue Firmin-Blondel : tombeau d'Adam Perrochaud, fin XIXe - début XXe, bronze et calcaire, 125 × 105 × 85 cm[19].
- Paris, musée d'Orsay : Coquelin en “Cyrano”, entre 1865 et 1909, bronze argenté, 40 × 23 × 20 cm[20].
- Rennes, musée des beaux-arts : Les Évangélistes, bas-relief en plâtre, 170 × 340 cm, œuvre détruite[21].
- Roubaix, La Piscine : David, Salon en 1883, bronze, 37 × 0,35 × 0,195 cm[22].
- Saint-Quentin, musée Antoine Lécuyer : Jeunes filles, Salon en 1886, bronze, 73 × 62 × 40 cm[23].
- Samer :
  - hôtel du Bailli :
    - Fleurs, 1867, huile sur toile, 51 × 42 cm[24];
    - Tête de femme, dessin sur toile, 40 × 32,5 cm[25] ;
    - Sakountala, Salon de 1907, marbre[26] ;
    - Mont Saint-Michel, 1908, estampe, 48,5 × 35,5 cm[27] ;
    - Portrait du peintre Jean-Charles Cazin, buste en marbre blanc, 56 × 37 × 40 cm[28].

  - rue du 11-Novembre : Monument à Jean-Charles Cazin, 1905, pierre, 170 cm[29].

Au Royaume-Uni
- Londres, National Gallery : Le Soir, vers 1884-1888, huile sur toile, 32,7 × 46 cm[30].

## Salons
- Salon de la Société nationale des beaux-arts : 1891-1899, 1901-1905, 1909, 1911, 1913-1914.
- 1882 : Tristesse, sculpture.
- 1883 : David, bronze.
- 1886 :
  - Jeunes filles, bronze ;
  - Fragment de décoration, plâtre[31].
- Sakountala, marbre.
- 1914 : Salon de Bruxelles.

## Expositions
- Royal Academy, Londres, 1874 et 1878.
- Exposition universelle, Paris, 1889 (médaille d’or) et 1900 (médaille d’argent).
- World's Columbian Exposition, Chicago, 1893.
- Les Quelques (association indépendante de femmes artistes), Paris, 1908-1913.
- Panama-Pacific International Exposition, San Francisco, 1915.

#### Articles de presse
- Claude Bienne, « Beaux-Arts », Revue Hebdomadaire, juillet 1893, p. 139.
- Maurice Demaison, « La décennale », Revue de l'Art ancien et moderne, 10 août 1900, p. 123-125.
- Louis de Fourcaud, « Les Arts décoratifs aux salons », Revue des Arts décoratifs, xviii, 1893, p. 384; xv, 1895; xvii, 1897, p. 375-377.
- Firmin Javel, « Société Nationale », Art français, mai 1899.
- M.M., « Le monument de Berck-sur-Mer », Illustration, 26 août 1893, p.|172.
- Roger Marx, « Les salons », Le Voltaire, mai 1893.
- Roger Marx, Revue Encyclopédique, juillet 1899.
- André Michel, « La sculpture décorative aux salons », Art et décoration, vi, 1899, p. 33-41.
- Raoul Sertat, « Revue artistique », Revue Encyclopédique, juin 1893, p. 3–6.
- Paul Vitry, « La sculpture aux salons », Art et décoration, 1904, xvi, p. 21-34.
- (en) Marjan Sterckx, « The Invisible “Sculpteuse” : Sculptures by Women in the Nineteenth-century Urban Public Space—London, Paris, Brussels », Nineteenth-Century Art Worldwide, volume 7-2, automne 2008 (en ligne).

#### Ouvrages
- (en) Elizabeth Fries Ellet, Women Artists in all ages and countries, New York : Harper & Brothers Publishers, 1859.
- Maria Lamers de Vits, Les Femmes sculpteurs et graveurs et leurs œuvres, Paris : Referendum littéraire, 1905.
- Anne Rivière, « Un substitut de l’art monumental pour les sculptrices : la sculpture funéraire (1814 – 1914) » dans CHEVILLOT (Catherine), MARGERIE (Laure de) (sous la dir. de), La sculpture au XIXe siècle : mélanges pour Anne Pingeot, Paris : Nicolas Chaudun, 2008, p. 422-429.
- Simona Bartolena, Femmes artistes : de la Renaissance au XXIe siècle, Paris : Gallimard, 2003.
- Claire-Sophie Dillenseger, sous la direction de Claire Barbillon, La réception critique des femmes sculpteurs à Paris entre 1900 et 1914, mémoire de Master 1, Université Paris Ouest-La Défense, 2009-2010.
- (en) Tamar Garb, Sisters of the brush : women's artistic culture in late nineteenth-century Paris, Londres : Yale University press, 1994.
- (en) Delia Gaze, Dictionary of Women Artists, 2 vol., Londres : Fitzroy Dearborn, 1997, p. 375-377.
- (en) Elsa Honig, Women and Art : A History of Women Painters and Sculptors from the Renaissance to the 20th Century, Boulder : Westview Press, 1991 [1re éd. 1978].
- La femme artiste d'Elisabeth Vigée-Lebrun à Rosa Bonheur, [catalogue de l’exposition, Mont-de-Marsan, Donjon Lacataye. Novembre 1981 - février 1982], Mont-de-Marsan : musée Despiau-Wlérick, 1981, p. 97-98.
- Les sculptures sortent de leur réserve, [catalogue de l'exposition, Tours, musée des beaux-arts, du 10 décembre 1988 au 2 avril 1989], Tours : musée des beaux-arts, 1988.
- Octave Mirbeau, Combats esthétiques, Paris : Séguier, 1993.
- Odilon Redon, À Soi-même : Journal, 1867-1915, Paris : Corti (éd. révisée), 1985, mai 1885.
- Gaïte Dugnat, Les catalogues des Salons de la Société Nationale des Beaux-Arts, 6 tomes, Dijon : Échelle de Jacob, 2000-2005.
- Pierre Sanchez, Xavier Seydoux, Les catalogues des Salons, 15 tomes, Dijon : Échelle de Jacob, 1999-2007.

#### Dictionnaires
- M. L. Blumer, « Cazin (famille d'artistes) », dans Dictionnaire de biographie française, Tome VIII, Paris, 1959, Letouzey et Ané.
- « Cazin Marie née Guillet », dans Dictionnaire Bénézit, 1999.